# What3words

What3words(W3W)는 지구상의 모든 위치를 3m × 3m로 나눈 뒤 3개의 단어를 이용해 고유 코드를 부여한 지리 코드 시스템이다. 예를 들어, 델포이 옴파로스의 W3W 코드는 ///hotdog.lull.considerably이다.

## 파티
대한민국에서는 카카오맵에 도입되었다. What3words는 대한민국 언어학자들과 상의해 고유 코드에 부여할 단어를 선정했다.

## 같이 보기
- 카카오맵
- 지리 좌표계